# 南北鐵路

1881至1966年間南北鐵路的興建及擴展情況

南北鐵路（越南语：／*/?）是越南連接河內至胡志明市鐵路。鐵路總長1726公里。這鐵路線在法國殖民時期建築，屬法屬印度支那聯合線。此線使用1米軌距，平均時速50公里。從河內到胡志明市需要32小時以上。目前乘坐統一特快車往返河內至胡志明市一趟，座位為114萬越南盾，臥鋪約130至172.5萬越南盾不等。

## 歷史
- 1930年正式完成建設并投入使用。
- 1954年，越南分成南北兩國：越南民主共和國（北越）及越南共和國（南越），這條鐵路線在廣治省被分為兩部份。
- 1975年4月30日，北越軍佔領西貢，越戰結束。1976年，越南統一，南北兩段鐵路再度合併通車，為了紀念國家統一，這鐵路線改名為統一鐵路。

## 改進計劃
越南計劃把這條鐵路線進行改進，預計投資金額共320億美金，需時9年完成工程。投資金將來源自日本的政府開發援助、越南政府和私人公司。
此外，越南還計劃建设河内与胡志明市的高速鐵路，总长1500餘公里，屆时列车从河内至胡志明市的行驶时间可望将从30小时缩减为6小时。初步估計总投资560亿美元。

## 交通事故
- 1982年3月17日5时，芽庄站始发的183次旅客列车，在同奈省壮奔县西和社境内1668+400处近90度弯道时，10节车厢脱轨倾覆并被甩出，造成200多人死亡。这是越南铁路历史上最重大的伤亡事故。由于事故发生时缺乏沟通和调查，确切的伤亡人数和死者身份未能得以统计。
- 2018年1月5日8时30分，SE7次旅客列车途经宁平省三叠市境内128km处时，撞上装载2.5吨水泥的卡车。事故造成水泥货车损坏，驾驶员重伤，铁路运输中断3小时。[2]
- 2018年5月24日0时30分，在清化省静嘉县长林社境内的科场-长林区间，SE19-927牵引SE19次旅客列车（河内-岘港）通过234+050道口时，被途经牌照为37C-151.38的运输石料货车撞翻，事故造成SE19次2人死亡，另有11人受伤，铁路运输中断长达数小时。[3]
- 2018年5月26日16时20分，在广南省成山县境内的成山站，D20E-011牵引的ASY2次货运列车与D11H-350牵引的2469次货运列车同时进站，发生正面冲突，事故造成4节车厢脱轨，两台机车严重损坏。[4]
- 2018年5月26日16时40分，在乂安省安春站，D18E-602牵引的2386次货运列车进3道会让下行列车时，第3、4节车厢脱线，铁路运输中断3小时。[5]
- 2018年5月27日13时，在乂安省演州县演安社，SH3次货运列车（河内-荣市）与牌照为37C-173.16的搅拌车相撞，铁路机车轻微受损，搅拌车严重损坏。事故造成2名司机轻伤，铁路运输中断1小时。[6]
- 2019年1月27日2时，在平顺省绥丰县丰富社，SE1次旅客列车即将驶入河心江站时，8号车厢脱线，由于列车速度缓慢，所幸未造成人员伤亡。[7]

## 外部連結
- 越南鐵路總公司 （页面存档备份，存于） （越南文）（英文）